# Řešení konfliktů
Konflikt vzniká, když dvě a více stran (osoby nebo skupiny osob) tvrdí, že mají právo na omezené zdroje nebo na jistý způsob jednání, které může být protichůdný k právům nebo touhám ostatních, nebo svým jednání přímo porušují práva či zájmy skupin ostatních. Řešení konfliktů je pak oblast psychologické mediace (zprostředkování), která má za cíl vzniklou neshodu vyřešit k co nejvyšší možné spokojenosti všech zúčastněných stran.

## Způsoby řešení konfliktů

### Dle Plamínka
Při řešení konfliktních situací se opakuje v různých variantách několik "nápadů", které zaznamenali jak etologové (etologie), studující chování zvířat, tak historikové, popisující tisíciletou tradici (tradice) konfliktů mezi lidmi. Nejjednodušší z těchto nápadů je nedělat nic a čekat, že se konflikt vyřeší sám i při nečinnosti těch, kterých se týká.
Pasivita
Někdy se problém vyřeší spontánně, sám od sebe, během času. Spoléhat se na toto pasivní řešení je však nebezpečné, neboť je zřejmé, že spontánní, náhodné řešení konfliktu může být pro mne jako pasivního účastníka nepříznivé, nehledě na to, že často může být nepříznivé pro všechny zúčastněné.
Násilí
Je krajně nevhodným řešením. Jeho rozsah se může pohybovat od slovních urážek až po světový válečný konflikt (válka). Při fyzickém násilí nemusí být vždy dodržována pravidla (a jeho rozsah může kolísat v rozmezí od výchovného pohlavku přes rvačku nebo znásilnění až po válečný konflikt), nebo může mít také pravidla pregnantní (charakteristické pro historické typy soubojů). Často méně viditelné a o to závažnější je násilí psychické. Způsobené například vydíráním, verbálním napadáním soupeře, slovních potyček a urážením (urážka).
Delegace
Účastníci konfliktu se mohou obrátit k nějaké vnější autoritě (autorita) s žádostí, aby rozhodla za ně. Tím na tuto autoritu delegují právo rozhodnout o svých věcech. Někdy může být tato delegace pro konkrétní typ konfliktů trvalá – například když občané volí své zástupce do parlamentu. Nejběžnější vnější autoritou, která řeší konflikty, je ovšem soud. Často se dostává do role vnější autority i jednotlivec – třeba jako expert, nadřízený, rodič nebo učitel.
Zřejmou nevýhodou jakéhokoliv mocenského řešení je, že bývá přijímáno s rozpaky. Pravděpodobnost, že se protistrany ztotožní s takovým rozhodnutím, je menší, než když rozhodují samy.
Jednání
Jednání, tedy řešení konfliktu diskusí mezi účastníky, má tu výhodu, že strany konfliktu berou proces i výsledek do svých rukou. Tím je myslitelný výsledek, s nímž bude spokojená většina i všichni účastníci.

### Dle Eggerta
Uplatnění moci
Toto je situace, kdy jedna strana vítězí, druhá prohrává a konflikt zůstává, protože poražený pociťuje zlost a zášť. Součástí soupeřivého přístupu je taktizování s cílem znevýhodnit soupeře. Vychází z životního postoje "já mám pravdu, a vy ne". Jsou-li obě strany přibližně stejně silné, mohou přivodit katastrofu, v níž prohrávají obě dvě strany a nikdo nic nezíská.
Uplatnění práv
Rozhoduje se podle požadavků práva nebo kulturních zvyklostí. Lze dosáhnout dohody a nalézt řešení, ale to ještě není zárukou trvalého vyřešení konfliktu. I po takovém rozhodnutí mohou být zúčastněné strany nespokojené.
Uplatnění zájmů obou stran
Obě strany jsou na sobě vzájemně závislé a obvykle spolu musí nadále žít a pracovat, a proto dohody dosažené na základě uznání vzájemných dlouhodobých zájmů mohou přinést výsledky, které jsou většinou uspokojivé pro všechny zúčastněné. Obě strany něco získávají, což je známkou opravdového řešení konfliktu. Jakmile je konflikt vyřešen, všechny strany mohou nadále účinně spolupracovat.

## Předcházení konfliktu
Využití následujícího postupu v případě méně významných sporů a neshod může často zmírnit případný konflikt a místo plně rozvinuté hádky otevřít diskusi (diskuse). Nepůsobí vždy, ale přesto je velmi užitečný.
- Souhlasný výrok: souhlasíte s druhou osobou.
- Změkčující výrok: dáte najevo, že chápete její stanovisko.
- Náznak: naznačíte, že chcete také něco říci.
- Důvody vašeho stanoviska: vysvětlíte svůj postoj.
- Negativní výrok: řeknete ne.
- Nabídka kompromisu: pokud můžete, nabídnete náhradní řešení.

Max A. Eggert ve své knize říká, že tento postup je trochu jako judo: "jdete souběžně s druhým člověkem a potom ho obrátíte. Kdybyste hned řekli "ne", vzrostlo by napětí a současně s ním i pravděpodobnost konfliktu. Dokonce i kdybyste řekli "ne, protože...", mohlo by dojít k hádce. Odpovíte-li po způsobu zápasníků judo, budete vypadat uvážlivě, a pokud přece jen propukne spor, začne spíše fakty než emocemi."
Příklad
Vedoucí žádá: "Chci, abyste přišel do práce tuto sobotu ráno."
Zaměstnanec odpovídá:
- Souhlasný výrok "Ano"

- Změkčující výrok "Měli jsme v poslední době hodně napilno, všichni jsme měli plné ruce práce a nestihli jsme udělat všechno. Chápu, proč chcete, abych přišel i v sobotu."

- Náznak "Ale musím vám říct..."

- Důvody vašeho stanoviska "...potíž je v tom, že v sobotu hraje můj syn finálové utkání ve florbalu a já na tom zápase musím být."
- Negativní výrok "Je mi líto, ale v sobotu nemohu přijít."

- Nabídka kompromisu "Jestli to pomůže, zůstanu tady déle ve čtvrtek a v pátek."[4]